# Cerelles
Cerelles település Franciaországban, Indre-et-Loire megyében. Lakosainak száma 1247 fő (2022. január 1.). Cerelles Chanceaux-sur-Choisille, Nouzilly, Rouziers-de-Touraine és Saint-Antoine-du-Rocher községekkel határos.

## Népesség
A település népességének változása:
| Lakosok száma | 401  | 575  | 793  | 1211 | 1216 | 1201 | 1198 | 1215 | 1237 | 1247 |
|               | 1968 | 1982 | 1990 | 2006 | 2013 | 2015 | 2017 | 2019 | 2020 | 2022 |